# Cultura collique
Collique, Colli, Colle o Collec es el nombre de un señorío que  floreció en la costa central del Perú, en parte del actual del distrito de Comas, entre los años 900 y 1470 de la era cristiana, en los periodos conocidos como el Horizonte Medio y el Intermedio Tardío. Aunque sus expresiones culturales no conformaron una unidad de estilo, se ha extendido la denominación de cultura Colli o cultura Collique. 
Era gobernado por el Collicápac, su principal centro ceremonial fue la fortaleza de Collique. Su área de influencia se ubicó en el valle bajo del río Chillón, actual localidad de Collique (distrito de Comas). En la zona se ubica el Museo de los Colli entidad encargada de la difusión y valoración del patrimonio histórico desarrollado por la cultura Collique.

## Denominación
Según el diario peruano "La República"  Algunos historiadores han venido considerando el nombre Colli como si fuera una palabra cuando no lo es, pues esta es en realidad una frase compuesta por dos palabras: Col y Li, la cual habría sido utilizada desde tiempos Pre Incas por las culturas Yuncas para designar el color morado y sus tonalidades en violáceo y aceitunado tanto de especies vegetales y seres humanos.

## Murallas
Los Collis construyeron una extensa muralla, en los campos de cultivo que rodeaban a la fortaleza y otra que iba paralelo al río Chillón extendiéndose hasta las playas de Oquendo, estas murallas también sirvieron como caminos epimurales que median entre 0,5 y 1 metro de ancho. Para su construcción se emplearon adobes y tapia.

## Territorio
El territorio Colli abarcaba toda la parte baja y media del valle del Chillón, extendiéndose desde el mar hasta Chuquicoto, lugar situado más arriba de Quivi y limítrofe con el territorio de los Canta.

## Características
Los terrenos de los Colli estaban irrigadas por manantiales, o puquíos y canales artificiales. Además durante los meses de mayo hasta agosto los cerros de Collique se llenan de vegetación y fauna temporal, conocidas como las lomas de Collique, Independencia, etc.

## Historia
Los Colli era un pueblo belicoso que sostenía frecuentes guerras con sus vecinos por asuntos de aguas y de tierras, llegando en una oportunidad a invadir parte del valle de Lima. Con los Canta estaban en perpetuo conflicto por las aguas del Chillón, que eran vitales para su economía y que los canteños tenían como propias. Tiempo atrás, antes de la expansión serrana, los Colli habían señoreado las alturas y las nacientes del río por lo que se creían con derecho ancestral a sus aguas y les eran inaceptables las imposiciones de los Canta. Por dichas razones el conflicto entre ellos era permanente, no obstante lo cual Collis y Cantas comerciaban ingentemente y realizaban tareas en común para obras de interés mutuo, como por ejemplo trabajo de tipo hidráulico.

### Guerra contra los Yauyos
Una de las pocas menciones acerca de una etnia denominada "Collique" o "Colli" la tenemos en el Manuscrito de Huarochirí, donde se cuenta que entablaron guerra contra los checas y conchas, etnias pertenecientes a la macroetnia Yauyos, perdiendo los primeros parte de sus territorios serranos.  

### Guerra y conquista inca
Cuando Túpac Yupanqui avanzó al valle del Chillón se encontró a los Collis a quienes le pidieron unirse al Imperio Inca.
Sin embargo, los Collis no aceptaron ya que se sentían seguros con su fortaleza , además, vieron a los Incas como otro pueblo que quería quitarle sus tierras
El Inca con su ejército atacaron la fortaleza matando al curaca Collicápac y sus soldados, solo respetando la vida de las mujeres y niños, pero los reubicaron.
Para reemplazar a los Collis, los Incas trajeron mitimaes y nombró como nuevo curaca a un Yanacon, Después de ocupar la fortaleza los incas lo abandonaron y construyeron Tambo Inga.

## Virreinato
A la llegada de los españoles al valle del Chillón encontraron al último curaca, Hernando Nacara quien tenía un pueblo muy disminuido. Hernando fue hijo de Yanacon Yauri y antes de él gobernó el curaca Acja, quien fue el curaca designado por Túpac Yupanqui.